# Богодуховский медицинский колледж
Богодуховский медицинский колледж — высшее учебное заведение в городе Богодухов Богодуховского района Харьковской области Украины.

## История
История медицинского образования в райцентре началась в 1930е годы, когда Богодуховский райком Красного Креста открыл здесь курсы медсестёр. В ходе Великой Отечественной войны в связи с приближением к городу линии фронта осенью 1941 года подготовка медсестер была прекращена.
В 1965 году здесь было открыто трёхлетнее Богодуховское медицинское училище, начавшее подготовку медицинских специалистов по трём специальностям (фельдшер, медсестра, акушерка). Первый выпуск был произведён в 1968 году. В 1969—1971 гг. училище готовило только фельдшеров и медсестер, в 1971—1973 гг. — только военфельдшеров.
Изначально, училище находилось в кирпичном двухэтажном доме 1911 года постройки, однако в 1975 году оно было переведено в два новых кирпичных учебных корпуса, построенных в соответствии с девятым пятилетним планом развития народного хозяйства СССР.
15 декабря 2005 года Богодуховское медицинское училище было переименовано в Богодуховский медицинский колледж.

## Современное состояние
Коммунальное учреждение здравоохранения «Богодуховский медицинский колледж» Харьковского областного совета является государственным высшим учебным заведением I уровня аккредитации, которое готовит младших медицинских специалистов по двум специальностям: 5.12010101 «Лечебное дело» и 5.12010102 «Сестринское дело».
Учащиеся проходят практику в Богодуховской центральной районной больнице.